# Pavlo Krutous
Pavlo Krutous (en ukrainien : Павло Крутоус), né le 9 avril 1992, à Bila Tserkva, en Ukraine, est un joueur ukrainien de basket-ball. Il évolue au poste d'arrière.

## Palmarès
- Champion d'Ukraine 2017